# Elaeagnus argyi
Elaeagnus argyi — вид квіткових рослин з родини маслинкових (Elaeagnaceae). Поширення: Південно-Центральний і Південно-Східний Китай.

## Середовище
Населяє ліси; на висотах 100–300 метрів.

## Біоморфологічна характеристика
Це листопадний або вічнозелений кущ заввишки 2–3 метри. Колючки зазвичай присутні; молоді гілки світло-зелені, з щільними жовтувато-білими лусками. Ніжка листка жовтувато-коричнева, 5–7 мм; листкова пластинка диморфна залежно від сезону; весняне листя дрібне, листова пластинка від еліптичної до довгастої, 1–4 × 0.8–2 см, основа тупа, край цільний, верхівка округла або тупа; осіннє листя більше, листова пластинка довгасто-оберненояйцеподібна або широкоеліптична, 6–10 × 3–5 см, бічні жилки 8–10 з кожного боку середньої жилки. Квіти часто по 5–7 у пучку біля основи нових гілок. Квітконіжка ≈ 3 мм, тонка; плодоніжка 8–10 мм, тонка. Квіти жовті, товсті, зі сріблястими та світло-жовтими лусками. Чашечка трубчаста, воронкоподібна, 5.5–6 мм; частки овально-трикутні, приблизно 2 мм, всередині з рідкісними короткими ворсинками, верхівка гостра. Кістянка червона при дозріванні, оберненояйцеподібно-довгаста, 1.3–1.5 × ≈ 0.6 см, густо сріблясто-луската. Цвітіння: січень і березень; плодіння: квітень і травень.

## Використання
Культивується в Китаї заради його їстівних плодів.